# Ажаев, Василий Николаевич
Васи́лий Никола́евич Ажа́ев (1915 — 1968) — русский советский писатель, редактор.

## Биография
Родился 30 января (12 февраля) 1915 года в деревне Сотское (ныне Талдомский район Московской области) в семье скорняка.
Начал печататься в 1934 году. Дебютный рассказ «Пять лет жизни» напечатан в журнале «Смена». Почти сразу вслед за этим был репрессирован. Провёл два года в лагерях, был досрочно освобождён. Остался вольнонаёмным рабочим на Дальнем Востоке. 
В 1939—1944 годах учился на заочном отделении Литературного института имени А. М. Горького. В 1948 году были опубликованы сборник рассказов «Золото», первый вариант романа «Далеко от Москвы» (в журнале «Дальний Восток»). Переработанный по предложению главного редактора журнала «Новый мир» К. М. Симонова, этот роман о строительстве на Дальнем Востоке нефтепровода в годы войны, когда немцы стояли под Москвой, был издан в Москве. Роман получил Сталинскую премию первой степени (1949), был экранизован (1950), в 1954 И. И. Дзержинский написал оперу на основе романа. Роман был переведён более чем на 20 языков.
Член СП СССР с 1947 года. С 1954 года и до смерти Ажаев входил в правление СП СССР. Был главным редактором журнала «Советская литература», издававшегося на иностранных языках.
В 1961 году опубликовал повесть «Предисловие к жизни», в духе первого романа. В опубликованном лишь в 1988 году романе «Вагон» (1966) Ажаев, исходя из личного опыта, с иной мерой честности рассказывает о судьбе незаконно осуждённого молодого политзаключённого.
Жена – И.Л. Любимова-Ажаева.
Умер Василий Николаевич Ажаев 27 апреля 1968 года в Москве. Похоронен на Новодевичьем кладбище (участок № 7).
Мемориальная доска установлена 11 ноября 2008 года на ул. Муравьева-Амурского, 11, в Хабаровске, решением Хабаровской городской думы (№ 639 от 15.07.2008 г.).

Текст: 
В этом здании в разные годы XX века жили и работали Дальневосточные писатели: Ажаев Василий Николаевич, Рогаль Николай Митрофанович, Нагишкин Дмитрий Дмитриевич

## Награды и премии
- Сталинская премия первой степени (1949) — за роман «Далеко от Москвы» (1948)[4]
- орден Трудового Красного Знамени (1965)

## Книги
- «Далеко от Москвы», 1948
- «Бесконечное свидание», 1971
- «Предисловие к жизни», 1972
- «Вагон», 1988 (журнал «Дружба народов», 1988, № 6-8)